# Fatma Zohra Fedoul
Fatma Zohra Fedoul , née le  28 octobre 1981 à Bologhine , est une footballeuse internationale algérienne jouant au poste de défenseur.

## Biographie

### Carrière en club
Fatma Zohra Fedoul joue pour la F.C Blida (1998-2002) et l'ASE Alger Centre (2002-) en Algérie.

### Carrière internationale
Elle est sélectionnée en équipe d'Algérie lors du Championnat d'Afrique féminin de football 2006.